# Kurupi

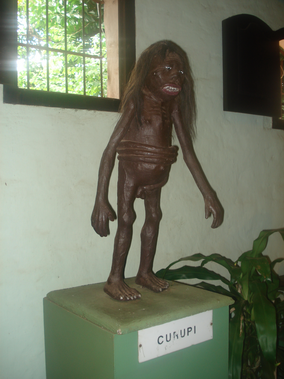
Kurupi draagt zijn penis als riem

Kurupi is een wezen uit de mythologie van de Guaraní. Het is een van de zeven monsterachtige kinderen van Tau en Kerana en een centraal figuur in de mythologie. Hij is nog altijd aanwezig in de moderne cultuur van de regio.

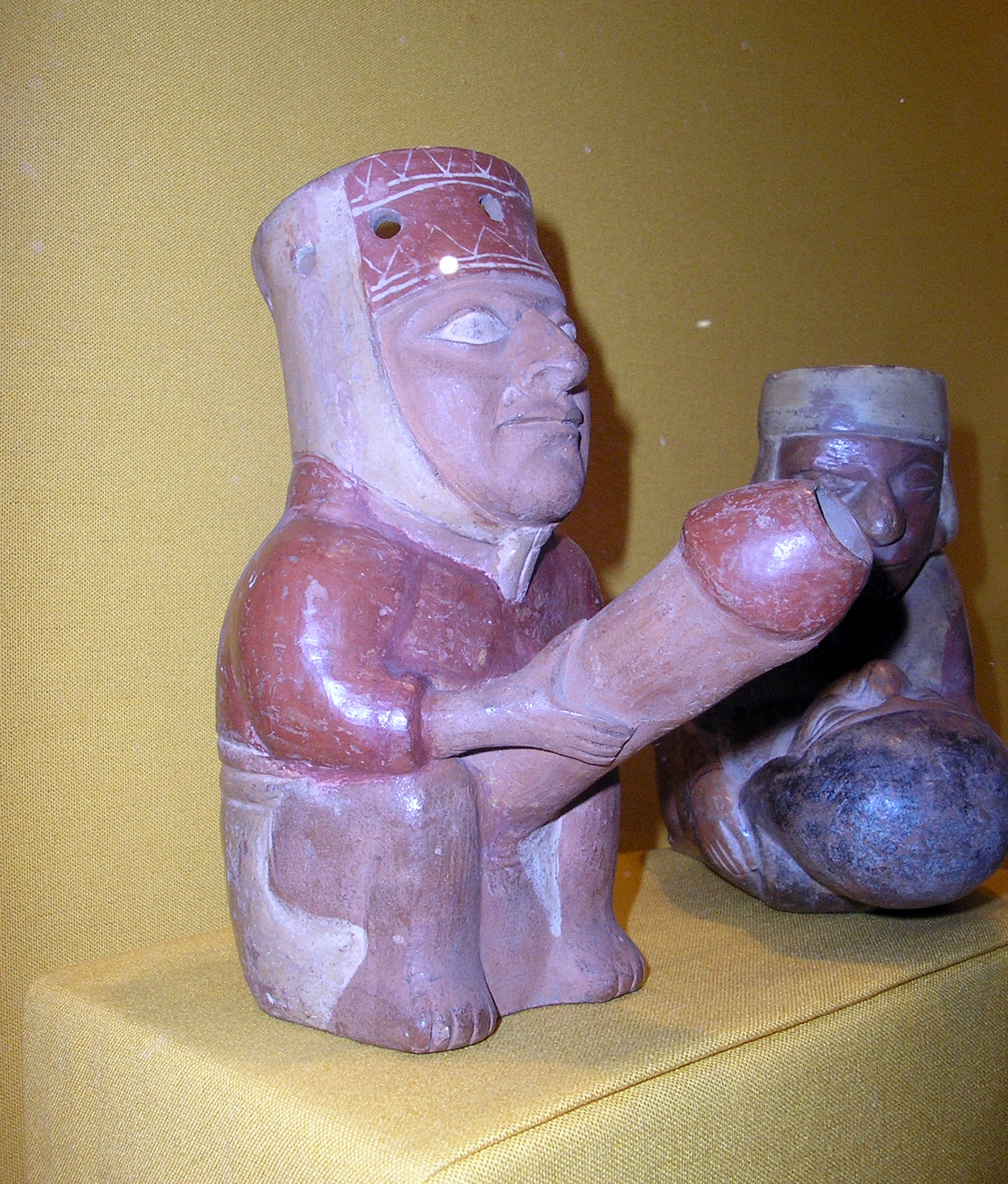
Kurupi met enorme penis

Kurupi is vergelijkbaar met de Pombero; kort, harig en lelijk. Hij is heer van het woud en zijn huis is in het bos, hij beschermt de wilde dieren. Hij is herkenbaar aan zijn enorme penis die hij zeven keer rond zijn middel kan slaan als riem. Het is een vruchtbaarheids-god.
Kurupi is, net als de Pombero, de oorzaak van onverwachte of ongewilde zwangerschappen. Hij kan door deuren, ramen en andere openingen een slapende vrouw zwanger maken zonder het huis binnen te gaan. Overspelige vrouwen gebruiken hem om aan hun man te ontkomen, het is de reden van hun zwangerschap. Kinderen (verwerkt door Kurupi) worden klein, lelijk en harig en ze erven ook de vruchtbaarheid van hun vader. Kurupi zou ook jonge vrouwen ontvoeren en hen gebruiken voor de bevrediging van zijn lusten in het bos.
Tegenwoordig wordt Kurupi nog maar weinig gebruikt als reden van een zwangerschap, maar hij wordt nog wel gebruikt om jonge vrouwen bang te maken zodat ze kuis blijven.